# 看見台灣基金會
看見台灣基金會，2003年由溫世仁先生創辦，2009年由其子溫泰鈞先生接掌，除代表認識、了解台灣之意，並取其諧音「愛惜」、「珍視美麗寶島」的意涵。
曾推廣台灣文化典藏計畫，已發掘的文化團體包括屏東泰武國小古謠傳承與部落文創、花蓮鳳林客家人文、台東電光國小阿美族旮亙樂器(指竹鐘，是阿美族傳統婚禮中女子招贅時用來報喜訊的用具)、雲林枋南紹安客庄文化等。也曾協助南投縣政府推廣仁愛鄉賽德克族文化。
成立目的為「提昇文化創意價值，發揚台灣之光」、「整合台灣在地獨特人文，以創新觀光服務，匯集國際目光」，吸引更多的外國人來台灣，開拓台灣的服務市場。與交通部觀光局推動「中區國際光點計畫」、「食在有趣」及「2012溫i台灣 向世界say hi」等活動。

## 外部連結
- 看見台灣基金會 （页面存档备份，存于）
- 看見台灣基金會的Facebook專頁